# موفق بالله

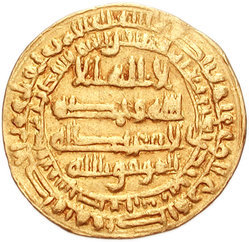
سکه دوران موفق بالله

ابواحمد طلحه بن جعفر ملقب به موفق بالله از امیران و سرداران عباسی بود که از سوی برادرش خلیفه معتمد ولایت مکه را برعهده داشت. موفق بالله در بیشتر دوران خلافت برادرش، در کنار او قدرت را در دست داشت، هرچند او با حبس خانگی و محدود کردن اقتدار برادرش خلیفه معتمد و بدست آوردن وفاداری همه ارتش به طور مطلق قدرت را در دست خود متمرکز کرد.
هنگامی که درگیری سپاهیان معتمد با نیروهای سالار زنگیان (صاحب زنج) در جنوب عراق شدت پیدا کرد و معتمد در برابر زنگیان نتوانست کاری از پیش برد و روز به روز بر قدرت سالار زنگیان افزایش پیدا می‌کرد، در این هنگام موفق عباسی از مکه به یاری برادرش شتافت. موفق عباسی هم‌چنین توانست پس از یک دهه آشوب در سامرا ثبات را به صحنه سیاست داخلی خلافت بازگرداند و هم‌چنین توانست عراق را در برابر حملات صفاریان حفظ کند. تمامی این اقدامات به این انجامید که پسر موفق بالله یعنی معتضد به عنوان خلیفه بعدی به حکومت رسید.